# Vương quốc Hồi giáo Bagirmi
Vương quốc Hồi giáo Bagirmi (tiếng Pháp: Royaume du Baguirmi) là một vương quốc Hồi giáo ở phía đông nam của hồ Tchad tại miền trung châu Phi. Nó được thành lập vào năm 1480 hoặc 1522 và kéo dài cho đến năm 1897, khi nó trở thành một lãnh thổ bảo hộ của Pháp. Thủ đô của nó là Massenya, nằm ở phía bắc sông Chari và gần biên giới với Cameroon ngày nay. Nhà vua mang danh hiệu Mbang.

## Lịch sử

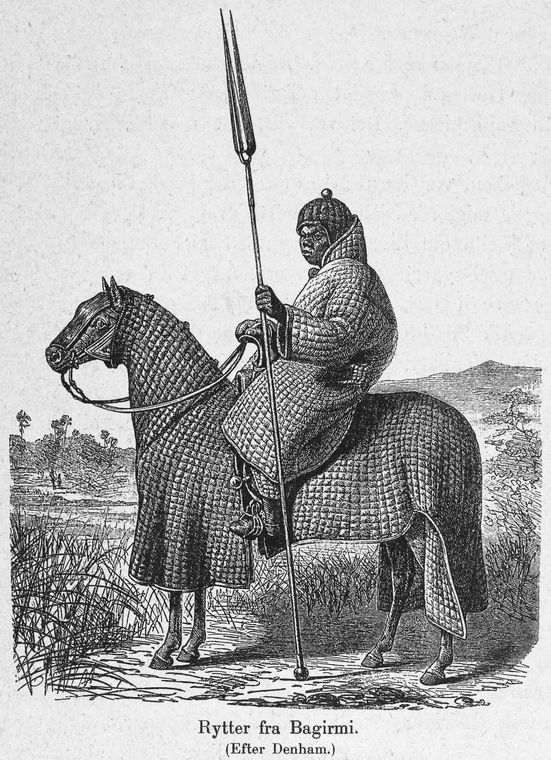
"Kỵ sĩ ở Bagirmi" của Dixon Denham, năm 1823.

Theo truyền thống, người Bagirmi di cư về phía đông, được cho là bởi sự tương đồng giữa ngôn ngữ của họ với các bộ lạc khác nhau trên sông Nin Trắng. Một số danh sách vua chúa nói rằng nhà nước Bagirmi được thành lập bởi Mbang Abd al-Mahmud Begli vào năm 1480, trong khi những người khác cho rằng Mbang Birni Besse thành lập nó vào năm 1522. Ông dường như đã thay thế nền văn hóa Bulala trước đó, đồng thời xây dựng một cung điện ở Massenya, thủ đô của đất nước. Vị vua thứ tư, Abdullah (1568–1608), cải sang đạo Hồi và biến Bagirmi thành một vương quốc Hồi giáo, cho phép nó mở rộng quyền lực đối với nhiều bộ lạc không theo đạo Hồi trong khu vực, bao gồm Sara, Gaberi, Somrai, Gulla, Nduka, Nuba và Sokoro. Ông và những người kế vị tiếp tục sử dụng danh hiệu "mbang" cùng với danh hiệu "sultan".
Sông Chari hình thành ranh giới phía tây của Bagirmi, với các nhánh của nó cung cấp nước cho phần lớn vương quốc. Tuy nhiên, Bagirmi liên tục gặp khó khăn bởi hạn hán, dịch bệnh, và các cuộc truy bắt nô lệ cả bên trong lẫn bên ngoài. Dưới thời trị vì của Idris Alooma, Đế quốc Bornu đã chinh phục Bagirmi. Kết quả là người Bagirmi theo đạo Hồi sẽ tấn công các bộ lạc bị cho là kāfir ("người ngoại đạo") trong vương quốc của họ để bày tỏ sự thần phục đối với Bornu. Ngoài nô lệ, bao gồm cả hoạn quan, Bagirmi còn xuất khẩu da động vật, ngà voi và bông, đồng thời nhập khẩu đồng và vỏ sò. Việc thương mại với Bornu được thực hiện bởi các đoàn lữ hành dọc theo một tuyến đường kéo dài về phía bắc qua Sahara đến Tripoli trên bờ biển Libya. Dưới thời trị vì của Mbang Muhammad al-Amin (r. 1751–1785), Bagirmi tự chủ trở lại mặc dù vẫn còn chế độ triều cống.
Vào đầu thế kỷ 19, Bagirmi rơi vào cảnh suy tàn và bị Vương quốc Hồi giáo Wadai đe dọa. Cuối cùng nó đã bị sáp nhập vào năm 1871. Khu vực này thu hút sự chú ý của châu Âu sau chuyến thăm của Dixon Denham (1823), Heinrich Barth (1852), Gustav Nachtigal (1872), Matteucci và Massari (1881). Khi lực lượng của Rabih az-Zubayr đốt cháy Massenya vào năm 1893, vị vua thứ 25, Abd ar Rahman Gaourang, đã dời chính quyền của mình đến Chekna. Trong cuộc tranh giành châu Phi, Đệ tam Cộng hòa Pháp quan tâm đến việc kết nối các thuộc địa của mình trên khắp châu Phi, cho phép xây dựng tuyến đường sắt Dakar-Djibouti. Rabih đã giết Paul Crampel, người lãnh đạo cuộc thám hiểm đầu tiên của Pháp qua khu vực này nhưng Emile Gentil đã thành lập lãnh thổ bảo hộ tại Bagirmi vào năm 1897. Kế hoạch của Pháp ở Sudan đã bị chặn sau cuộc khủng hoảng Fashoda vào năm sau đó, khiến quyền lực của họ đối với Bagirmi không được bảo đảm cho đến sau cái chết của Rabih và các con trai ông vào năm 1901. Các đô thị đã phát triển xung quanh thành phố Fort Lamy của Pháp tại hợp lưu của các sông Logone và Chari. Dân số của Bagirmi được thống kê là 100.000 người vào năm 1903 và vào thời điểm Chiến tranh thế giới thứ nhất diễn ra, phần lớn hoạt động thương mại của trong khu vực được tiến hành với Khartoum ở Sudan thông qua Đế quốc Wadai và với Yola ở Nigeria dọc theo sông Benue.

## Di sản
Tiếng Bagirmi, ngôn ngữ thông dụng của vương quốc, vẫn được sử dụng cho đến ngày nay bởi 44.761 người vào năm 1993, chủ yếu ở vùng Chari-Baguirmi của Tchad.